# Donkeyjacke

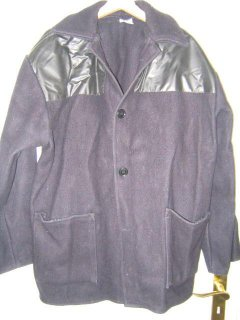
Eine typische Donkeyjacke mit PVC-Panels

Eine Donkeyjacke (engl. donkey jacket) ist eine geknöpfte Jacke aus dunkel gefärbtem Wollfilz, häufig mit einem Plastikbesatz, selten auch aus Leder, über den Schultern. Dieser Besatz ist meist gleichfarbig, selten aber auch leuchtend gelb oder orange abgesetzt. Er soll die Jacke schützen, wenn schmutzige Gegenstände auf der Schulter getragen werde. Typischerweise besitzt die Donkeyjacke zwei Außentaschen.
Den Ursprung hat die Donkeyjacke in Rugeley, England, im Jahr 1888. Hier entwickelte der Tuchmacher George Key eine Jacke, deren robustes Material und Verarbeitung den Ansprüchen der Konstruktionsarbeiter des Manchester Ship Canal genügen sollte. Einige dieser Konstruktionsarbeiter arbeiteten an sogenannten „donkey engines“ (eine dampfbetriebene Winde), woher George Kay die Inspiration für den Namen der neuen Jacke nahm: donkey jacket.
Sie gilt als typisches Kleidungsstück britischer Arbeiter und ist wegen ihres Bezugs zur Working Class besonders oft in Skinhead-Kreisen anzutreffen. Sie wird wie die Harrington- und Bomberjacke häufig von Psychobillys und Mods getragen.